# Alexandre Quintanilha

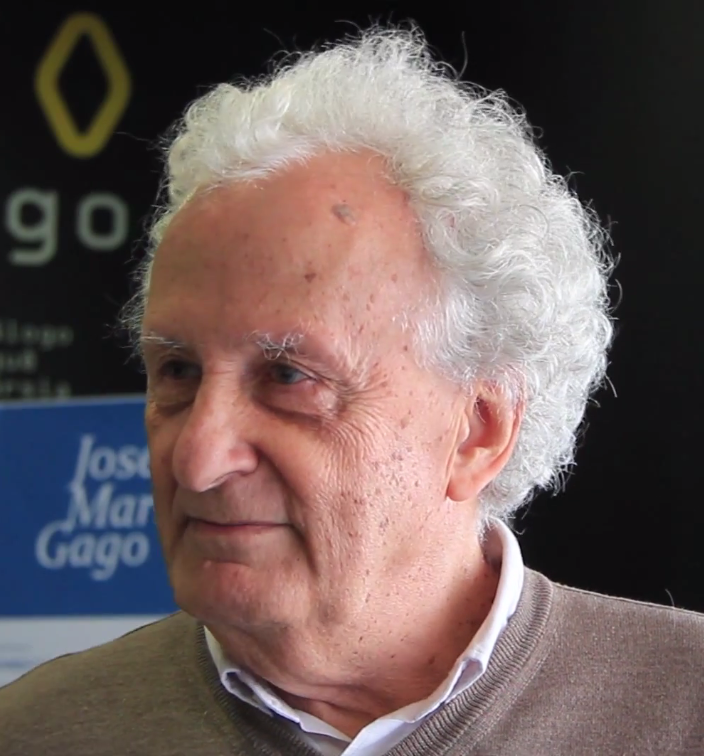
Alexandre Quintanilha (2015)

Alexandre Tiedtke Quintanilha (* 8. September 1945 in Lourenco Marques, heute Maputo, Mosambik) ist ein portugiesischer Wissenschaftler, Politiker und LGBT-Aktivist.

## Leben und Wirken
Alexandre Quintanilha wurde in der damals portugiesischen Kolonie Portugiesisch-Ostafrika (dem heutigen Mosambik) geboren. Er studierte Biophysik und Zellbiologie an der Witwatersrand-Universität in Johannesburg, wo er auch 1972 promovierte.
Es folgten Tätigkeiten als Dozent und Professor für Biophysik für zwanzig Jahre an der Universität Berkeley, Kalifornien, USA. Auch war er Präsident des dortigen „Lawrence-Berkeley-National-Laboratory“. 1990 kehrte er nach Portugal zurück und wurde ordentlicher Professor für Biophysik und Zellularbiologie an der Universität von Porto. 1994 wurde er zum ordentlichen Mitglied der Academia Europaea gewählt.
Seit 2015 ist er für die sozialistische Partei PS Abgeordneter im nationalen Parlament Portugals. Er ist Vorsitzender diverser Ethik-Kommissionen des Parlaments.
Er ist Autor von rund sechs Fachbüchern zum Thema Biophysik in Portugal.
Alexandre Quintanilha lebt mit seinem Ehemann, dem US-amerikanischen Schriftsteller Richard Zimler, in Porto. 1978 hatten sich beide in San Francisco kennengelernt. In der Hochzeit der AIDS-Epidemie zogen beide 1990 nach Portugal. Seit 2010 sind beide miteinander verheiratet. Sein Coming Out hatte Quintanilha im Alter von sechzehn Jahren.